# Відкриття-Арена
Відкриття Арена (рос. Открытие Арена) — стадіон футбольного клубу «Спартак» Москва. Місткість — 45 000 глядачів. 
На момент проведення Кубку конфедерацій 2017 та Чемпіонату світу 2018 матиме назву «Стадіон Спартак».

## Передісторія
Протягом всього існування футбольного клубу «Спартак» Москва у клубу не було власного стадіону. Команда грала на різних стадіонах («Локомотив», «Динамо», «Олімпійський», «Стадіон імені Едуарда Стрельцова», «Лужники»), не були власними. Однією з вагомих причин відсутності стадіону було те, що за радянських часів московський «Спартак» не курирувало, фактично, жодне міністерство чи відомство.
Після розпаду СРСР і переходу до ринкової економіки клуб спочатку також не міг дозволити собі стадіон через відсутність грошей на будівництво. Спроби побудувати свій, власний стадіон були зроблені клубом в 1994. Мерією Москви була виділена земля в районі Ботанічний сад, але будівництво не відбулося через протест «зелених» і місцевих жителів. До 1998 приблизна сума проекту становила 250 млн долар ів (при цьому стадіон повинен був би вміщати близько 65 тисяч вболівальників). Але 31 березня 1999 постанову Уряду Москви заборонило будувати стадіон на цьому місці. Будівництво було пересунено в інше місце того ж району. Причому від нового стадіону були б рівновіддалені відразу чотири станції метро («Ботанічний сад», «Свіблово», «Відрадне» і «Владикіно»). Під будівництво стадіону було виділено 39 гектарів; новий стадіон вміщував б 52 тисячі чоловік. Роботу було вирішено розпочати в 2001 рік у, але незабаром після проектування з'ясувалося, що частина землі належить ВВЦ, яке зажадало від клубу орендну плату в розмірі 30 млн. доларів. У зв'язку з неможливістю заплатити таку суму за оренду будівництво так і не було розпочато.
У вересні 2001 року був розроблений план із зведення стадіону на перетині Мічурінського проспекту і вулиці Лобачевського. При цьому передбачалося побудувати стадіон місткістю на 10 тисяч осіб менше в порівнянні з попереднім, але з парком розваг на території. З різних причин (у тому числі і через відсутність грошей як в уряду Москви так і в самого «Спартака» на цей проект) стадіон побудований не був.
Стадіон було відкрито 5 вересня 2014 матчем «Спартака» та белградської «Црвени Звезди» (1:1)

## Новий стадіон
У листопаді 2006 була зроблена чергова спроба будівництва стадіону. Цього разу успішна. Було вирішено побудувати стадіон у районі Тушинського аеродрому. При цьому фінансування будівництва було гарантовано з боку Леоніда Федуна. 2 червня 2007 рік а відбулася церемонія урочистого закладення першого каменя. Але будівництво стадіону поступово припинялася: спочатку через бюрократичну тяганину та особливостей розташування (поруч пролягає тунель Тагансько-Краснопресненської лінії), а згодом через світову фінансово-економічну кризу. І якщо спочатку термінами закінчення будівництва називалися 2009–2010 рік, то станом на 2009 рік точно не відомо, до яких термінів буде побудований стадіон (імовірно будівництво завершиться в 2012, за станом на листопад 2009 року йде лише стадія проектування).
- 2 рівень: — 22 бізнес-ложі (10-12 місць у кожній) відрізняються від лож VIP скромнішими сидіннями. Такі ж ложі передбачені на Східній трибуні, а при необхідності їх також можна додатково обладнати на Північній і Південній трибунах. Вхід для глядачів бізнес лож здійснюється через підземний гараж або спеціальний прохід на −1 рівні.
- 1 рівень: — Бізнес клуб на 1200 осіб. Його приміщення також можуть використовуватися для заходів як на стадіоні, так і в спортивно-концертному залі. Передбачені оглядові майданчики з видом на обидві арени.
- 0 рівень: — Просторе фоє для проходу до Бізнес клубу, а також ізольовані від публіки приміщення кухні, постачальної їжею і напоями президентську, VIP і бізнес-ложі.
- −1 Рівень: — Підземний VIP-гараж мінімум на 110 паркувальних місць з можливістю збільшення місткості до 350 місць (в'їзд по обидві сторони від Спортивно концертного залу.

-Н а −1 рівні також розташовані роздягальні для двох команд та суддівської бригади, прес-центр з конференц-залом та додаткові технічні зони

### Східна трибуна
На східній трибуні на 2 рівні знаходяться: — 24 Бізнес-ложі (по 10-12 місць) того ж якості, що й бізнес-ложі на Західній трибуні — ресторан з власною кухнею, — музей клубу, — медико-санітарна служба, — пожежна охорона, — міліція; — На 0 рівні — кухня розташованого на 2-му рівні ресторану, а також підсобні приміщення.

### Північна та Південна трибуни
На Північній і Південній трибунах на 2-му рівні передбачені резервні бокси з видом на арену, в яких у разі великого попиту можуть бути обладнані додаткові бізнес-ложі. Вони разом з аналогічними ложами Західної та Східної трибун утворюють замкнутий «пояс» навколо всієї арени. Таким чином, загальне число бізнес-лож на стадіоні при необхідності можна збільшити з 46 до майже 100.

### Спортивно-концертний зал (СКЗ)
Місткість залу, розташованого за Західною трибуною — 12 тисяч глядачів. Основна його мета — проведення футбольних матчів на штучному газоні. Висота перекриттів залу 26 метрів, що достатньо для проведення футбольних матчів. Проте, крім цього СКЗ може використовуватися для проведення інших спортивних заходів (наприклад, тенісних, баскетбольних або волейбольних турнірів), а також рок і поп концертів. В останньому випадку ігрове поле може бути використане як глядацька зона (штучний газон при цьому закривається спеціальними плитами). При проведенні заходів в залі також можливий поділ залу знімними перегородками і додаткове зведення тимчасових трибун для глядачів. На західній стороні залу глядацькі трибуни не передбачені. Тут розташовані пандус для в'їзду трейлерів з концертним обладнанням, а також приміщення для артистів і адміністрації залу. На північній і південній сторонах залу передбачені офісні зони (для адміністрації стадіону, для керівництва ФК «Спартак»).

### Територія навколо стадіону
Проект стадіону передбачає близько 3500 машино-місць для легкових автомобілів. При цьому основний двох'ярусний паркінг розміщується по периметру арени, на ньому можна буде поставити до 1700 легкових автомобілів. Решта машино-місця розташовані далі від стадіону на території комплексу. Біля південної стіни спортивно-концертного залу відведено місце для стоянки спецтранспорту, автомобілів представників ЗМІ, а також для вертолітного майданчика.

## Адреса
Стадіон розташований на території Тушинського аеродрому, за адресою Волоколамське шосе, 67.

## Чемпіонат світу з футболу 2018
Стадіон включений у список об'єктів для проведення чемпіонату світу з футболу 2018 року.